# 邻近效应
邻近效应是指当两条（或两条以上）的导电体彼此距离较近时，由于一条导线中电流产生的磁场导致临近的其他导体上的电流不是均匀地流过导体截面，而是偏向一边的现象。